# Cephalozia bicuspidata
Cephalozia bicuspidata, deutscher Name auch Zweispitziges Kopfsproßmoos, ist eine Lebermoos-Art aus der Familie Cephaloziaceae.

## Merkmale
Cephalozia bicuspidata bildet dichte, grüne bis rötlich-braune Rasen. Die niederliegenden, verzweigten Pflanzen werden bis 2 Zentimeter lang, ihre Äste sind etwa 1 Millimeter breit. Öfters sind Stolonen und flagellenartige Triebe vorhanden. Die Flankenblätter sind etwa 12 bis 14 Zellen breit, am Stämmchen schräg bis fast quer und nicht herablaufend angewachsen, hohl bis kugelschalig und bis zu einem Drittel oder der Hälfte ihrer Länge in zwei lanzettliche, scharf zugespitzte Lappen geteilt; diese sind gerade abstehend oder nur leicht zueinander gebogen. Die Spitzen der Blattlappen enden mit ein bis drei einreihigen Zellen. Laminazellen sind an der Basis der Blattlappen um 20 bis 45 µm mal 33 bis 70 µm groß und enthalten gewöhnlich keine Ölkörper.
Die Moosart ist einhäusig. Perianthien sind häufig vorhanden, sie sind bis 3 Millimeter lang, länglich-zylindrisch, weit herab stumpf dreikantig, mit kurz gezähnter Mündung. Die weiblichen Hüllblätter sind größer als die Flankenblätter, zweiteilig, selten dreiteilig, mit meist gezähnten Rändern. Sporen sind 14 bis 18 µm groß, rotbraun und papillös. Sporenreife ist je nach Höhenlage vom Frühling bis zum Sommer. Gelegentlich werden ovale oder kugelige Brutkörper gebildet.

## Variabilität
Cephalozia bicuspidata ist eine vielgestaltige Art. Sie wird auch in zwei infraspezifische Taxa unterteilt:
- var. bicuspidata und
- var. lammersiana (Huebener) Breidl.,

die jedoch morphologisch nicht eindeutig zu trennen sind.

## Vorkommen
Das Moos wächst an frischen bis nassen Standorten in Wäldern, an Böschungen und Wegrändern. Es besiedelt bevorzugt kalkfreie Erde, seltener kalkfreie Felsen oder morsches Holz. Häufige Begleitmoose sind Atrichum undulatum, Dicranella heteromalla, Diplophyllum albicans, Polytrichum formosum, Scapania nemorea und Calypogeia-Arten.

## Verbreitung
Die Art ist auf der Nordhalbkugel in den gemäßigten bis arktischen Zonen weit verbreitet und kommt hier von der Ebene bis in hochalpine Regionen häufig vor. Auf der Südhalbkugel gibt es Vorkommen in Südamerika, Südafrika und tropisches Afrika, Australien, Neuseeland.